# Zakrajc Turkovski
Zakrajc Turkovski je pogranično naselje u Hrvatskoj u sastavu Grada Delnica. Nalazi se u Primorsko-goranskoj županiji.

## Zemljopis
Nalazi se istočno od nacionalnog parka Risnjaka. Sjeverozapadno su Hrvatsko (Hrvatska) i Osilnica (Slovenija), sjeveroistočno je Ribjek (Slovenija), istočno je Gornji Ložac (Hrvatska), južno je Podgora Turkovska, jugoistočno su Požar i Kalić, jugoistočno su Turke (Hrvatska) i Grintovec pri Osilnici (Slovenija).

## Stanovništvo
| broj stanovnika | 129   | 103   | 82    | 93    | 75    | 74    | 61    | 80    | 99    | 81    | 53    | 36    | 17    | 6     | 2     | 2     |       |
|                 | 1857. | 1869. | 1880. | 1890. | 1900. | 1910. | 1921. | 1931. | 1948. | 1953. | 1961. | 1971. | 1981. | 1991. | 2001. | 2011. | 2021. |